# George Petrie
George O. Petrie (New Haven, 16 novembre 1912 – Los Angeles, 16 novembre 1997) è stato un attore statunitense noto principalmente per la sua presenza nella serie televisiva The Honeymooners.

## Biografia
Petrie nacque il 16 novembre 1912 a New Haven, nel Connecticut. Iniziò a lavorare come attore in un dramma radiofonico, Charlie Wild, Private Detective e in The Adventures of the Falcon. Interpretò Bill Grant in Call the Police e poi lavorò in Murder at Midnight nel 1947 e nel ruolo ricorrente di DA Markham nella serie radiofonica Philo Vance del 1948–1950.
Nel 1952 recitò nel film I figli dei moschettieri. 
Per quanto riguarda l'attività televisiva, recitò nella serie The Honeymooners in diversi ruoli; recitò nella soap opera Dallas e nel sequel del 1996 Dallas: J.R. Returns, nel ruolo ricorrente dell'avvocato Harv Smithfield.
Altri apparizioni televisive includono: Gli uomini della prateria, Indirizzo permanente, L'ora di Hitchcock, Ai confini della realtà, Il carissimo Billy, The Andy Griffith Show, Perry Mason, Il dottor Kildare, Bonanza, La famiglia Addams, I mostri, Selvaggio west, Hawaii Squadra Cinque Zero, La casa nella prateria, Gunsmoke, The Paper Chase. 
Petrie morì di linfoma il giorno del suo 85º compleanno a Los Angeles.

## Filmografia parziale

### Cinema
- I figli dei moschettieri (At Sword's Point), regia di Lewis Allen (1952)
- Baby Boom, regia di Charles Shyer (1987)
- Un biglietto in due (Planes, Trains and Automobiles), regia di John Hughes (1987)
- Guai in famiglia (Folks!), regia di Ted Kotcheff (1992)

### Televisione
- The Honeymooners – serie TV, 14 episodi (1955-1956)
- Gli uomini della prateria (Rawhide) – serie TV, episodio 4x04 (1961)
- Indirizzo permanente (77 Sunset Strip) – serie TV, episodio 4x11 (1961)
- Surfside 6 – serie TV, episodi 2x13-2x39 (1961-1962)
- Scacco matto (Checkmate) – serie TV, episodio 2x29 (1962)
- The Dick Powell Show – serie TV, episodio 1x29 (1962)
- Hawaiian Eye – serie TV, episodi 3x30-4x13 (1962-1963)
- Going My Way – serie TV, episodio 1x24 (1963)
- La legge del Far West (Temple Houston) – serie TV, episodio 1x05 (1963)
- Mr. Novak – serie TV, episodio 1x26 (1964)
- Bonanza – serie TV, episodio 5x30 (1964)
- Il virginiano (The Virginian) – serie TV, episodio 3x06 (1964)
- Ben Casey – serie TV, episodio 3x25 (1964)
- Selvaggio west (The Wild Wild West) – serie TV, episodio 3x22 (1968)
- Dallas – serie TV, 52 episodi (1979-1991)
- La casa nella prateria (Little House on the Prairie) – serie TV, episodio 8x05 (1981)
- The Day After - Il giorno dopo (The Day After), regia di Nicholas Meyer – film TV (1983)
- Un salto nel buio (Tales from the Darkside) – serie TV, episodio 1x03 (1984)
- Ai confini della realtà (The Twilight Zone) – serie TV, episodio 1x56 (1986)

## Doppiatori italiani
Nelle versioni in italiano delle opere in cui ha recitato, George Petrie è stato doppiato da:
- Manlio Guardabassi in Love Boat
- Riccardo Garrone in La casa nella prateria
- Mario Mastria in The Day After - Il giorno dopo
- Dante Biagioni in Baby Boom
- Valerio Ruggeri in Dallas: il ritorno di J.R.